# Système éducatif en Nouvelle-Zélande
Le système éducatif néo-zélandais est un modèle à trois niveaux comprenant un primaire, un secondaire et un niveau universitaire ou polytechnique. L'année académique diffère en fonction des institutions, mais s'étend généralement de fin janvier à la mi-décembre pour le primaire, le secondaire et le niveau polytechnique ; et de fin février à la mi-novembre pour les universités.
En 2009, le programme PISA (Programme for International Student Assessment, publié par l'OCDE, classa la Nouvelle-Zélande septième au classement mondial en matière de science et de lecture, et 13e en mathématiques. L’Education Index, publié par l'Indice de développement humain des Nations unies, a longtemps classé la Nouvelle-Zélande parmi les plus élevés au monde.

## Histoire
Avant l'arrivée des Européens, les Maoris avaient des écoles dans lesquelles la connaissance des traditions était effectuée, donc celle des chants, de l'histoire tribale, de la compréhension spirituelle et de la connaissance des plantes médicinales. Ces wānanga était dirigée par des anciens appelés « tohunga », respectés pour leur connaissance, et l'apprentissage était restreint à la classe rangatira (des chefs). La lecture et l'écriture n'était pas connues, mais la sculpture du bois était très développée,.
Le système éducatif de type européen fut introduit pour la première fois en 1815, et majoritaire dès 1832, par la London Missionary Society, qui apprit le māori et construisit les premières écoles dans la baie des Îles. L'enseignement se faisait tant aux enfants qu'aux adultes. Les principales ressources étaient le Nouveau Testament et l'ardoise. L'enseignement se faisait en māori. Pendant longtemps, la Bible était le seul ouvrage utilisé pour l'éducation, et devint donc un facteur déterminant de la façon dont les Māori percevaient le monde européen. Dans les années 1850, une école de commerce māorie fut créée à Te Awamutu par John Gorst pour enseigner aux Māoris les techniques agricoles européennes mais Rewi Maniapoto la brûla en 1863 au début des Guerres maories.
En 1853, les époux missionnaires Ashwell ont ouvert une école pour 50 filles māories pour trois ans à Taupiri dans le Waikato, leur enseignant l'arithmétique et la lecture.
En 1860, près de 75 % des Māoris pouvaient lire le māori et 33 % pouvaient l'écrire.
L'enseignement des missionnaires dans les écoles autochtones était en māori entre 1815 et 1900.

## Sources
- (en) Cet article est partiellement ou en totalité issu de l’article de Wikipédia en anglais intitulé « Education in New Zealand » (voir la liste des auteurs).

## Compléments